# Ręka Boga

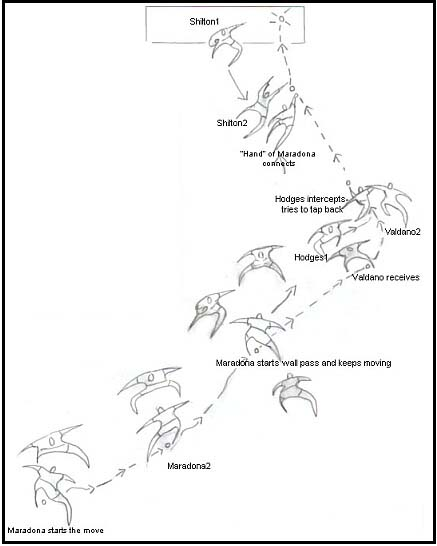
Schemat ilustrujący sytuację na boisku

Ręka Boga (hiszp. Mano de Dios, ang. Hand of God) – popularne określenie gola strzelonego ręką przez Diego Maradonę (chociaż niezgodnie z przepisami to jednak uznanego) na 1:0 w 51. minucie meczu ćwierćfinałowego Mistrzostw Świata w 1986 w Meksyku, pomiędzy Argentyną i Anglią, rozegranego 22 czerwca 1986 na Estadio Azteca w mieście Meksyk. W bramce reprezentacji Anglii stał Peter Shilton. Argentyna wygrała spotkanie 2:1, awansując tym samym do półfinału Mistrzostw Świata'1986.